# Новий Вагіль
Новий Вагі́ль (рос. Новый Вагиль) — селище у складі Гаринського міського округу Свердловської області.
Населення — 28 осіб (2010, 91 у 2002).
Національний склад населення станом на 2002 рік: росіяни — 99 %.